# Bonatea pulchella
Bonatea pulchella är en orkidéart som beskrevs av Victor Samuel Summerhayes. Bonatea pulchella ingår i släktet Bonatea och familjen orkidéer. Inga underarter finns listade i Catalogue of Life.